# Ильчур Кюбэ-хан
Ильчур Кюбэ-хан (кит. упр. 乙註車鼻可汗, пиньинь yizhuchebikehan — Ичжучэбикэхань, устар. Чеби-хан; личное имя кит. упр. 阿史那斛勃, пиньинь ashina hubo — Ашина Хубо) — хан тюрок с 644 по 649. Провозгласил себя сам.

## Биография
Происходил из младшей ветви дома Ашина. В 630 году Кат Иль-хан Багадур-шад утратил власть и во время войны с сеяньто тюркюты хотели провозгласить Хубо ханом. Сеяньто знали, что Хубо благоразумен и любим в народе, поэтому они решили убить его. 5 000 сеяньтосцев искали его, но хубо бежал от них и собрав 30 000 воинов откочевал на северные склоны Алтая. где объявил себя Ильчур Кюбе-ханом (кит. Ичжучэбикэхань).
Со своими воинами он покорил Гэлолу — карлуков, Гйегу — кыргызов. В 647 он отправил своего сына Шаболо Дэлэ к танскому двору и обещал приехать лично. Генералы юаньхуэйцзяньцзюнь Ань Тьхяочжэ и ютуньвэйлянцзянь Хань Хуа отправились к хану, но он решил, что ехать в Чанъань всё равно, что покориться императору и отказал им. Генералы связались с карлуками и уговорили их напасть на Ильчура. Чжиби Делэ убил Хуа, второй генерал также погиб, а набег карлуков не состоялся.
Ли Шиминь приказал Гао Кханю с войском уйгуров напасть на хана. Тюркские старейшины Кэллунишукюй Сылифа и Чумугунь Мохэду Сыгинь сразу сдались. Ильчур бежал и был пойман в горах Алтая. Тюрок привезли в Чанъань и устроили триумф.
Ильчур был помилован и пожалован военным титулом цзовувэйгяньгюнь и получил дом для проживания.